# Stadion Dasarath Rangasala
Stadion Dasarath Rangasala – to wielofunkcyjny stadion w Tripureshwor w Katmandu w Nepalu. Jest to największy stadion w Nepalu. Odbywają się na nim głównie mecze piłki nożnej oraz programy kulturalne i rozrywkowe. Stadion mieści 25 000 widzów. Został zbudowany w 1956 roku. Większość turniejów krajowych i międzynarodowych Nepalu odbywa się na tym stadionie. Martyr's Memorial A Division League jest również rozgrywana na tym terenie co roku.
Ma reflektory zainstalowane tak, że można zorganizować mecze i imprezy w godzinach wieczornych. Stadion został odnowiony z pomocą Chin przed 8. Igrzyskami Południowoazjatyckimi, które odbyły się w Katmandu.